# ケフェウス座イータ星
ケフェウス座η星は、ケフェウス座の恒星で3等星。

## 特徴
この星は、K型の準巨星であるが、1億5000万年後には、1000太陽光度のヘリウム燃焼を行うK型の巨星になると推測されている。
この星は、天球上を1年間に0.82秒角移動している。おそらく銀河のより外側の部分から移動して来たと推測されている。
離角1分弱の11等の伴星η星Bは、実際の連星ではないと推測されている。